# ماهی ناوچه‌زی
ماهی ناوچه‌زی (نام علمی: Nomeus gronovii) نام یک گونه از تیره رانده‌ماهی است.